# Акбулакское сражение
Акбула́кское сра́жение (каз. Ақбұлақ шайқасы) — самое крупное и решающее сражение за всю историю восстания казахов 1836–1838 годов под руководством Исатая Тайманова и Махамбета Утемисова против Российской империи. Сражение состоялось 30 июня (12 июля) 1838 года между силами казахских повстанцев под командованием батыров Исатая Тайманова и Махамбета Утемисова и карательным отрядом под командованием полковника Карла Геке.

## Предыстория
В 1838 году батыр Исатай Тайманов собрался в поход против султана Баймухамеда Айшуакова, который поддерживал присоединение Казахстана в состав Российской империи. Узнав об этом, Баймухамед попросил у Пограничной комиссии 500 солдат, а также призывал старшин объединиться против повстанцев. Оренбургский генерал-губернатор, следя за ситуацией, выставил против повстанцев карательный отряд во главе с полковником Карлом Геке в долине рек Сагыз и Уил. Ранее Карл Геке уже командовал карателями в сражении под Тастобе и на тот момент уже имел опыт войны с казахскими повстанцами.

### Силы сторон
В состав карательного отряда вошли:
1. Оренбургский казачий полк (250 чел.)
2. Уральский казачий полк (150 чел.)
3. Солдаты из линейных батальонов при двух орудиях (50 чел.)
4. Отряд султана Баймухамеда (500 чел.)[3].

Войско повстанцев включало в себя:
1. Отряд Исатая Тайманова (500 чел.)[3].
2. Отряд Махамбета Утемисова (численность неизвестна).

## Сражение

### Ход сражения
В том же году, 12 июля, произошло сражение повстанцев с карателями. Снаряды из пушек карателей сразу сбили ряды повстанцев и развели в них панику. Отряд Махамбета Утемисова не смог продолжить бой и был вынужден отступить. Преследовать отступавших был направлен отряд султана Баймухамеда. В ходе отступления, Махамбет вдохновил своих сарбазов дать отпор наступающему отряду султана, заставив его скрыться. В это же время, со стороны тыла повстанцев их начала окружать сотня русских казаков. Не выдержав натиска превосходящих сил противника, повстанцы были вынуждены отступать назад, а лидер национально-освободительного движения Исатай Тайманов был убит в этом сражении.

### Потери сторон
Численность потерь обеих сторон в официальных документах указана по-разному (согласно некоторым источникам, со стороны повстанцев погибло 80 человек). Погибшие повстанцы похоронены в местности Шейитсай, местные жители называют его «Қырғын мола» (с каз. — «Братская могила»). 
Российский историк 19-го века Михаил Терентьев потери русских оценивает в 7 раненых нижних чинов

## Последствия
После гибели Исатая Тайманова борьба казахов немного затихла. Репрессии против Махамбета Утемисова не прекращались даже после подавления восстания. После проигранного повстанцами Акбулакского сражения, Махамбет Утемисов вместе султаном Каиыпкали откочевал к границам Хивинского ханства, позже батыр участвовал в отражении похода Русской армии на Хиву.